# 로쿠만지역
로쿠만지역(일본어: 六万寺駅)은 일본 가가와현 다카마쓰시에 위치한 다카마쓰코토히라 전기철도 시도 선의 철도역이다. 단선 승강장 1면 1선의 구조를 갖춘 지상역이다.

## 이용 현황
| 승차 인원 추이 | 승차 인원 추이 |
| 연도           | 1일 평균       |
| -------------- | -------------- |
| 2011           | 1,057          |
| 2012           | 1,082          |
| 2013           | 1,068          |
| 2014           | 1,018          |
| 2015           | 978            |

## 역 주변
- 일본 국토교통성 시코쿠 지방 정비국 시코쿠 기술 사무소

## 역사
- 1911년 11월 18일 : 도산 전기 궤도의 로쿠만지역으로서 개업.
- 1914년 5월 11일 : 야쿠리 부근으로 이전.
- 1916년 12월 25일 : 회사 합병에 의해 시코쿠 수력 전기의 역이 됨.
- 1942년 4월 30일 : 사업 양도에 의해 도산 전철의 역이 됨.
- 1943년 11월 1일 : 다카마쓰 고토히라 전기 철도 시도 선의 역이 됨.
- 1945년 1월 26일 : 시도 선의 야쿠리 · 고토덴시도 역 간이 불요불급선으로서 운행이 중단됨.
- 1949년 10월 9일 : 야쿠리 · 고토덴시도 간 운행 재개에 의해 무레역으로 개칭.
- 1955년 2월 1일 : 무레 역을 로쿠만지역으로 개칭.
- 1974년 이전 : 야쿠리 부근 100m로 이전.

## 인접 역
| 다카마쓰코토히라 전기철도 시도 선 | 다카마쓰코토히라 전기철도 시도 선 | 다카마쓰코토히라 전기철도 시도 선 |
| --------------------------------- | --------------------------------- | --------------------------------- |
| S 08 야쿠리 가와라마치 방면       | ■ 시도 선                         | 오마치 S 10 고토덴시도 방면       |